# Henry Viets
Pour les articles homonymes, voir Viets.
Henry R. Viets, né le 7 mars 1890 à Lynn (Massachusetts) et mort le 5 juillet 1969 à Boston est un neurologue américain connu pour ses travaux sur la myasthénie et ayant consacré ses 50 ans de carrière au service du département de neurologie du Massachusetts General Hospital.

## Biographie
Diplômé de Dartmouth College en 1912, il obtient 4 ans plus tard son titre de médecin de la Harvard Medical School. Son intérêt pour l’histoire de la médecine lui vaut une bourse d’études à l’étranger (une Mosely Traveling Fellowship) qui lui permet de passer un an à l’université d’Oxford, auprès de Sir William Osler (1849-1919) et de Sir Charles Scott Sherrington (1857-1952). Manifestant un intérêt précoce pour la myasthénie et ses aspects historiques Viets participe activement à un congrès en l’honneur de Thomas Willis, ancien professeur d’Oxford et auteur de la première description médicale connue de cette affection.
Durant la première Guerre mondiale, il est major dans le Corps médical de l’armée des États-Unis, puis, en 1919, il intègre l’équipe neurologique du Massachusetts General Hospital à Boston dirigée par James B. Ayer.

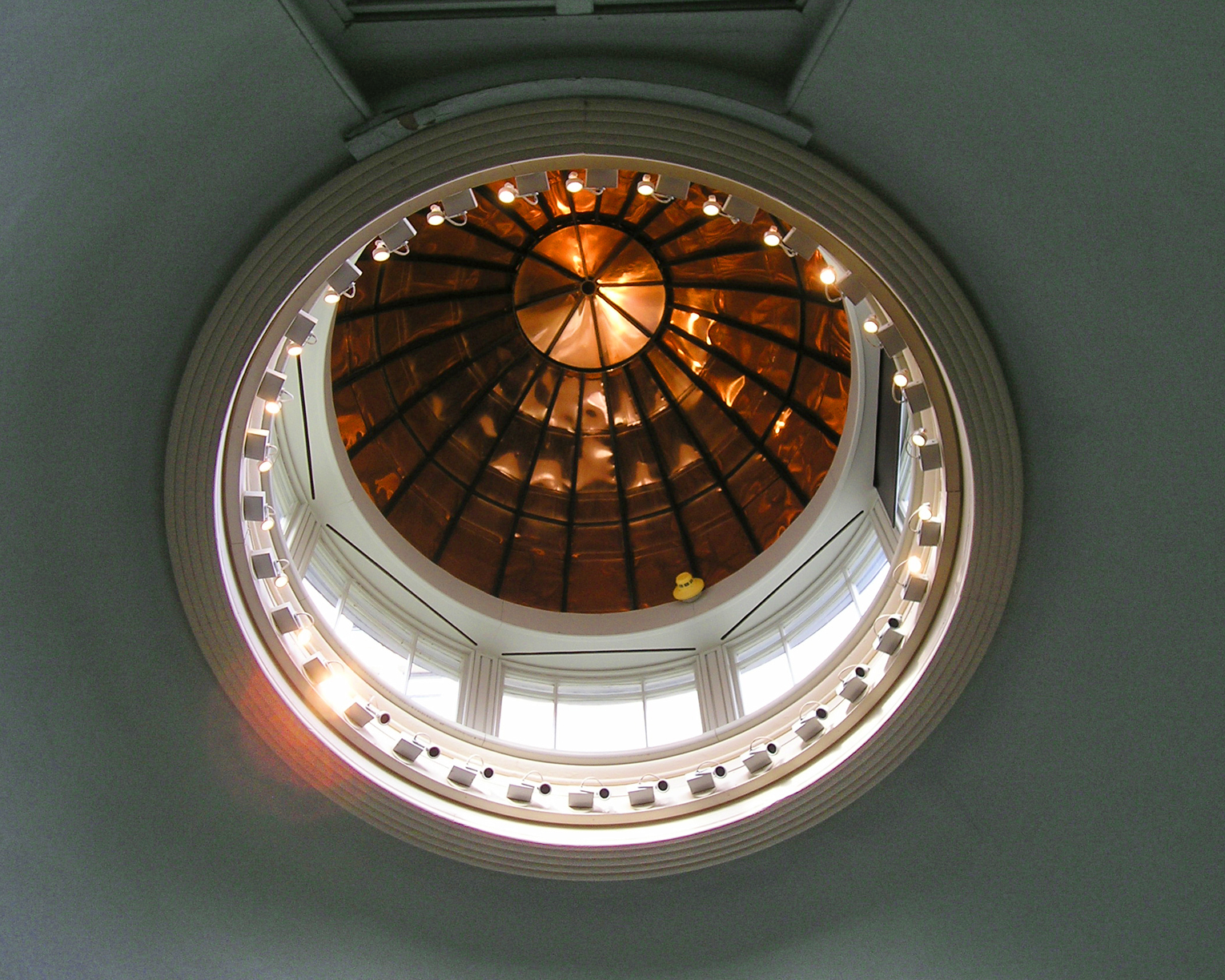
photographie de mars 2007 de l’intérieur de l’Ether Dome du MGH, l’amphithéatre chirurgical historique où eut lieu la première anesthésie à l’éther en 1846, et la démonstration par HR Viets de l’efficacité de la néostigmine dans la myasthénie en 1935.

On doit à Viets l’introduction aux États-Unis du traitement médical symptomatique de la myasthénie. La première utilisation de la néostigmine sur le sol américain est relatée en ces termes pas son élève, RS Schwab, alors résident au Mass Gen : 
« En mars 1935, de retour de Londres, il [me] tendit une ampoule d’un nouveau médicament, la néostigmine, en me disant : « trouvez-moi une patiente myasthénique pour la réunion de service de demain et nous lui injecterons ceci dans ses muscles … ». Cet ordre fut exécuté dans l’instant même et la première injection de sa substance chez un malade atteint de myasthénie de ce côté de l’Atlantique eut lieu dans l’Ether Dome historique du Massachusetts General Hospital, impressionnant vivement une assistance médicale médusée. (In March 1935 on his return from London, he handed this writer, who was then the resident in neurology at the Massachusetts General Hospital, an ampoule of the new drug, neostigmine, saying, "Find a myasthenia patient for tomorrow's staff conference and we will inject this in her muscles …" This order was instantly obeyed and the first injection of his substance in a myasthenia patient in the western hemisphere occurred in the historic Ether Dome of the Massachusetts General Hospital, greatly impressing and astounding the neurological staff present.) ».